# Daniela Kruszyńska
Daniela Kruszyńska z domu Kraśnicka (ur. 12 czerwca 1926 w Warszawie, zm. 13 lipca 2016 w Bielawie) – polska włókienniczka, poseł na Sejm PRL VI kadencji.

## Życiorys
Córka Karola. Uzyskała wykształcenie podstawowe. W Zakładach Przemysłu Bawełnianego w Bielawie była zatrudniona jako przewlekaczka osnów. W 1944 uczestniczyła w powstaniu warszawskim i została aresztowana i uwięziona w obozie w Pruszkowie, a następnie więziona była w obozach w Auschwitz, Ravensbrück i Buchenwald. Wyszła za mąż za Stefana, z którym w marcu 1946 zamieszkała w Bielawie. Zatrudniona została na tkalni w Bielawskich Zakładach Przemysłu Bawełnianego im. II Armii WP „Bielbaw”. Uznawana za pionierkę odbudowy bielawskiego przemysłu bawełnianego. Działała w związkach zawodowych i zasiadała w radzie zakładowej, a także pracowała w związkowej komisji socjalno-bytowej w bielawskim przedsiębiorstwie. W 1972 uzyskała mandat posła na Sejm PRL w okręgu Ząbkowice Śląskie. Zasiadała w Komisji Pracy i Spraw Socjalnych.
W 1996 z mężem Stefanem odznaczona Medalem za Długoletnie Pożycie Małżeńskie.
Pochowana na cmentarzu parafialnym w Bielawie.